# David Slater
« DJSPhotography » redirige ici. Pour les articles homonymes, voir Slater.
David J. Slater est un photographe et photojournaliste professionnel britannique. 
Spécialisé en photographie animalière et en photographie de paysages naturels, il est aujourd'hui le directeur et le principal photographe de l'agence photographique DJSPhotography.

## Honneurs et distinctions
- 2004 : International Wildbird Photographer of the Year
- 2008 : MSNBC Best Press Image of the Year
- 2009 : NPPA Best of Photojournalism - Natural Environnement[1]
- 2009 : British Wildlife Photography Awards - Animal Behaviour
- 2012 : NWF Photography Awards

## Débat concernant le droit d'auteur

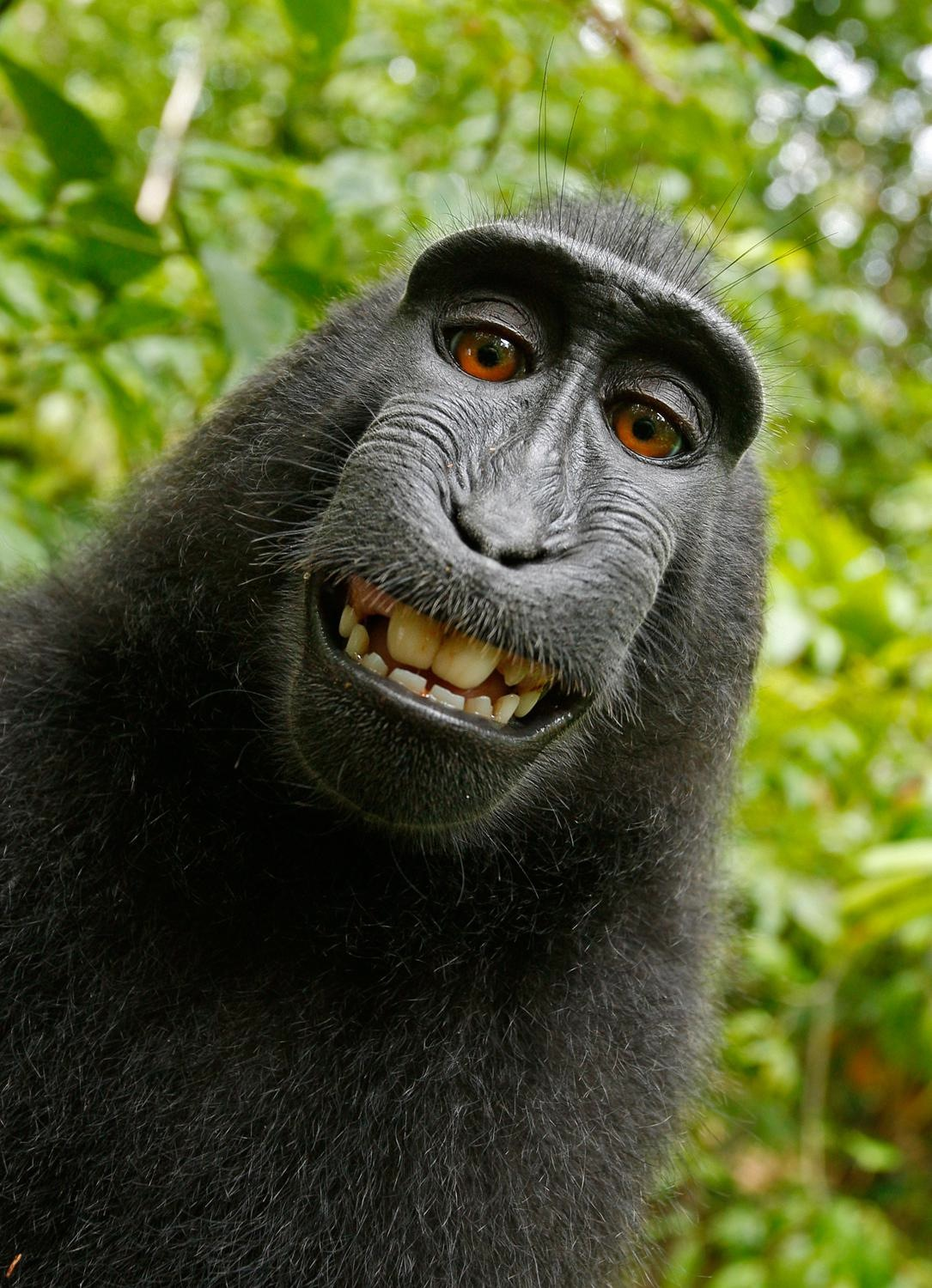
L'un des selfie pris par un macaque nègre avec l'un des appareils-photo de David Slater.

David Slater a réclamé les droits d'auteur d'une photo prise par un singe en Indonésie en 2011 avec un de ses appareils. Il était en reportage en Indonésie lorsqu'il s'est fait subtiliser son appareil photo par un macaque nègre, qui a pris par mégarde plusieurs centaines de photos, dont certaines sont devenues célèbres à cause de leur ressemblance avec des selfies. Le Bureau américain des brevets a considéré l'image comme étant dans le domaine public.
Le photographe affirme cependant avoir mis en place un dispositif technique de son ressort pour encourager le singe à tirer sur le déclencheur de l'appareil, qui était alors posé sur un trépied. De ce point de vue, la démarche créative et artistique existe et peut être attribuée à David Slater.[réf. nécessaire]